# Nisueta quadrispilota
Nisueta quadrispilota là một loài nhện trong họ Sparassidae.
Loài này thuộc chi Nisueta. Nisueta quadrispilota được Eugène Simon miêu tả năm 1880.